# Ambiserrula
Ambiserrula is een monotypisch geslacht van straalvinnige vissen uit de familie van platkopvissen (Platycephalidae).

## Soort
- Ambiserrula jugosa McCulloch, 1914